# Chlorocichla prigoginei
Bulbul-de-prigogine ou tuta-de-ituri (Chlorocichla prigoginei) é uma espécie de ave da família Pycnonotidae.
É endémica da República Democrática do Congo.
Os seus habitats naturais são: regiões subtropicais ou tropicais húmidas de alta altitude.
Está ameaçada por perda de habitat.